# Амазонски делфин соталия
Амазонските делфини соталия (Sotalia fluviatilis), наричани също бели делфини, речни соталии, тукуши и амазонски речни делфини, са вид едри бозайници от семейство Делфинови (Delphinidae).
Разпространени са в басейна на река Амазонка в Бразилия, Венецуела, Перу и Колумбия. Видът е слабо проучен, като възрастните обикновено достигат дължина на тялото с главата около 1,5 метра.